# Mortes em julho de 2023
Mortes em 2023: ← Janeiro – Fevereiro – Março – Abril – Maio – Junho – Julho – Agosto – Setembro – Outubro – Novembro – Dezembro →
Esta é uma relação de pessoas notáveis que morreram durante o mês de julho de 2023, listando nome, nacionalidade, ocupação e ano de nascimento.

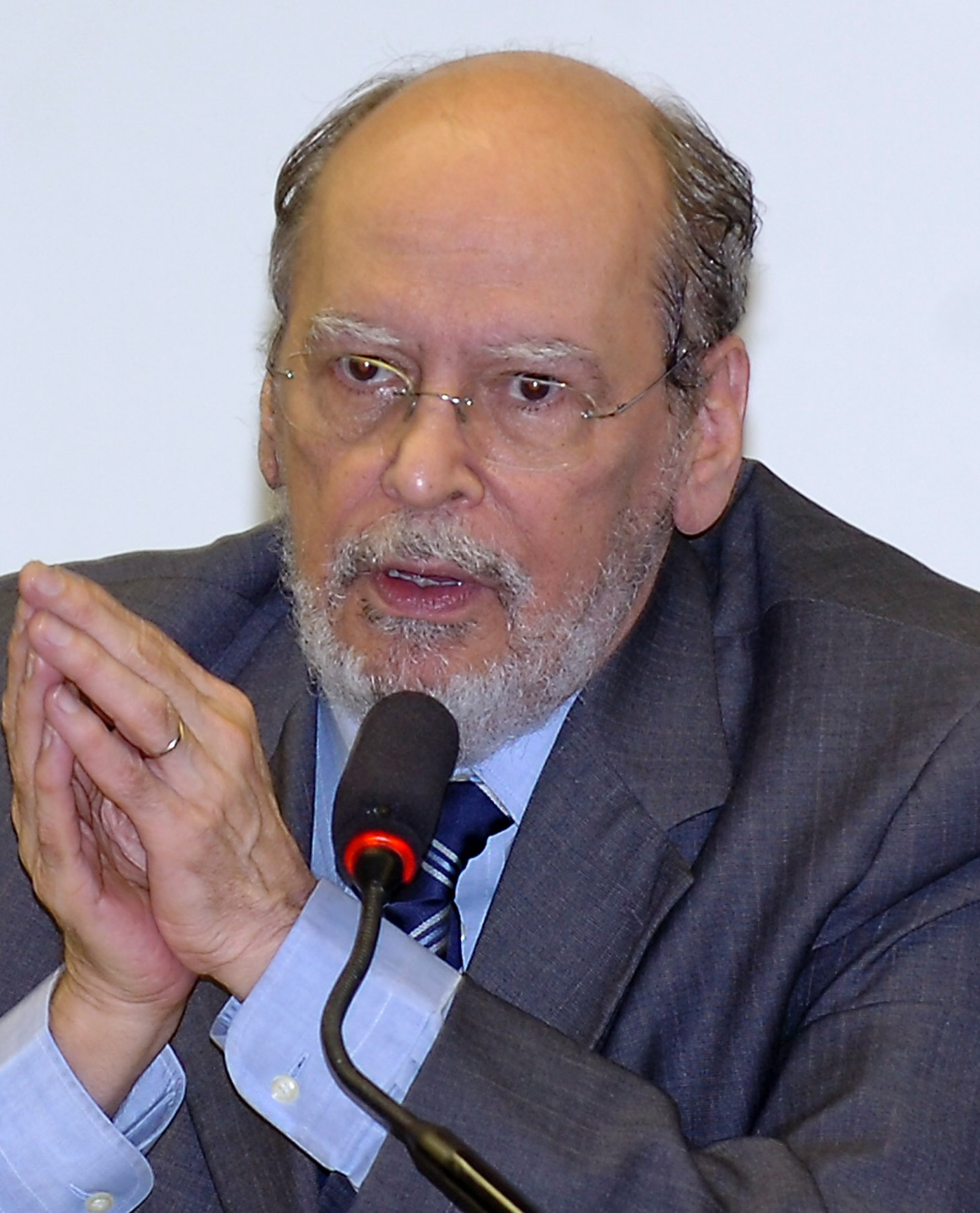
Sepúlveda Pertence, jurista, magistrado e advogado brasileiro.

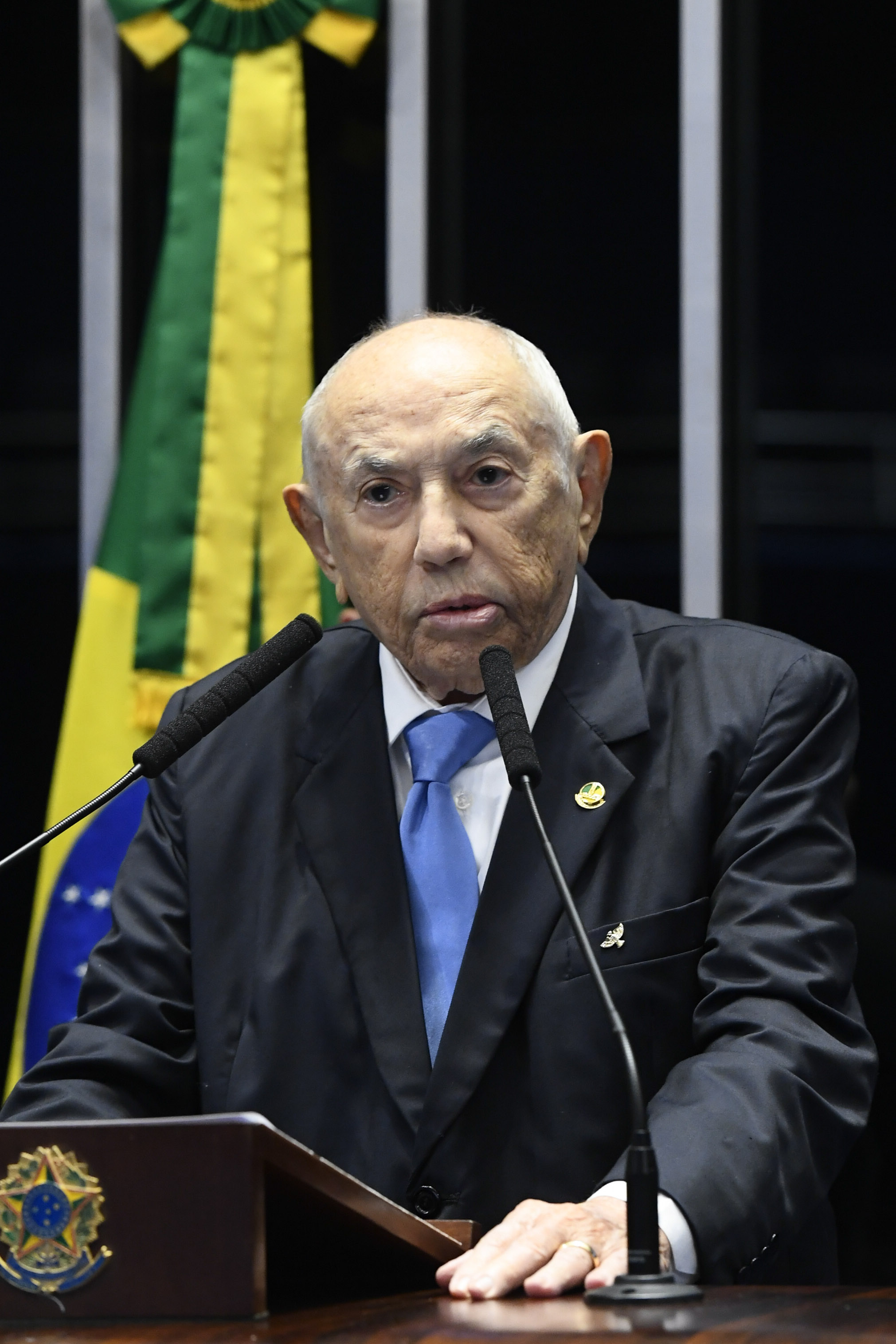
Siqueira Campos, político brasileiro.

Zé Celso, diretor, ator, roteirista e dramaturgo brasileiro.

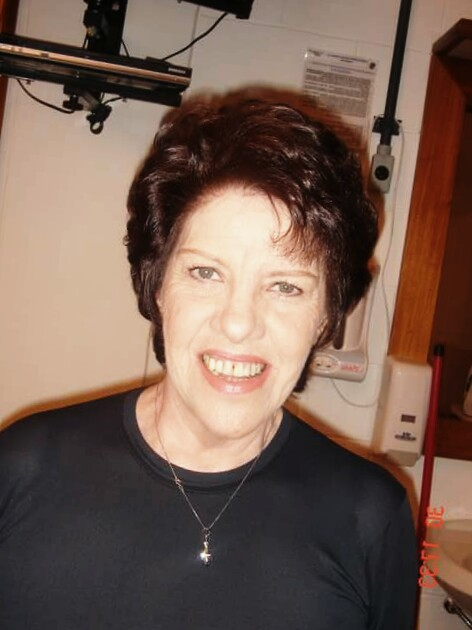
Neusa Maria Faro, atriz brasileira.

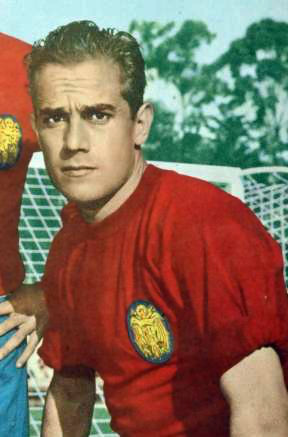
Luis Suárez, futebolista e treinador espanhol.

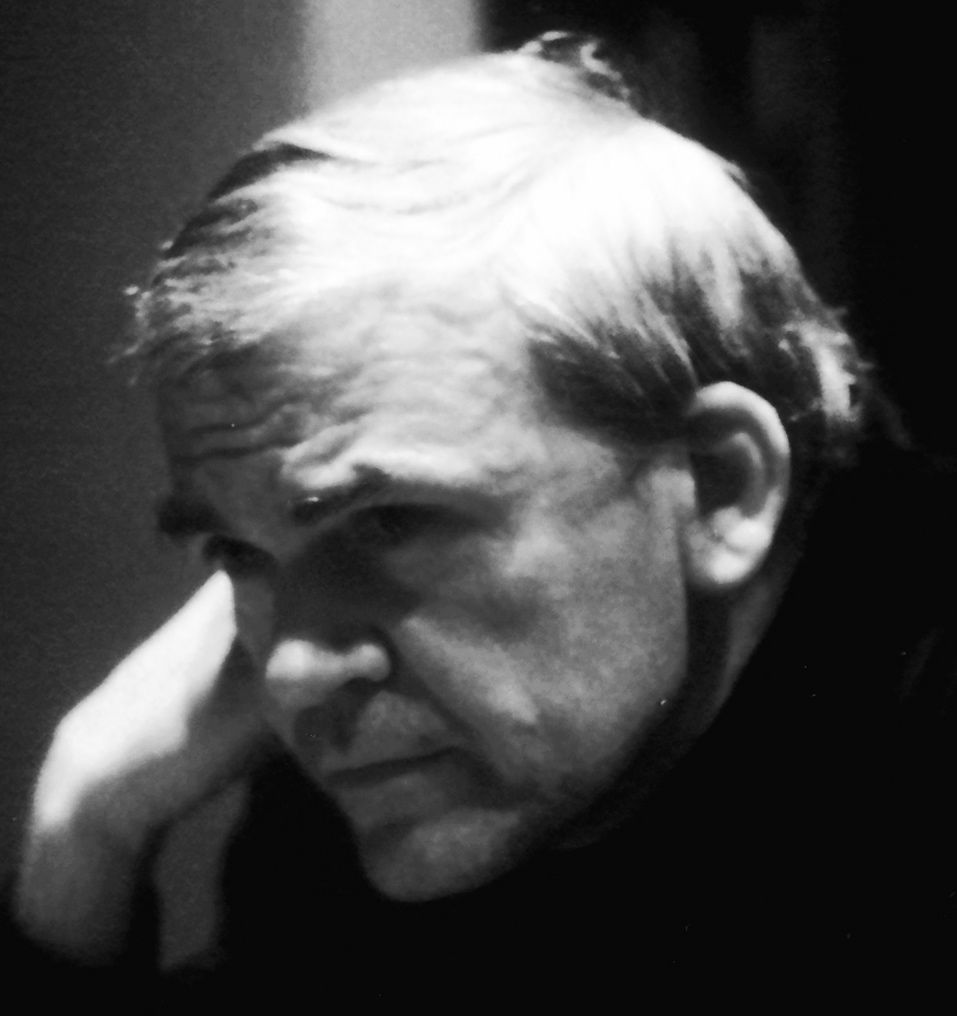
Milan Kundera, escritor checo-francês.

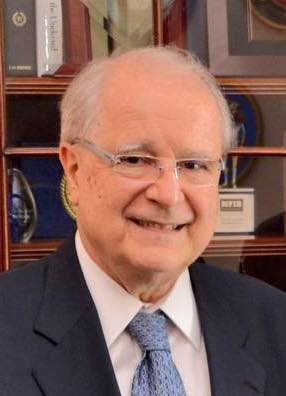
Sérgio Amaral, diplomata brasileiro.

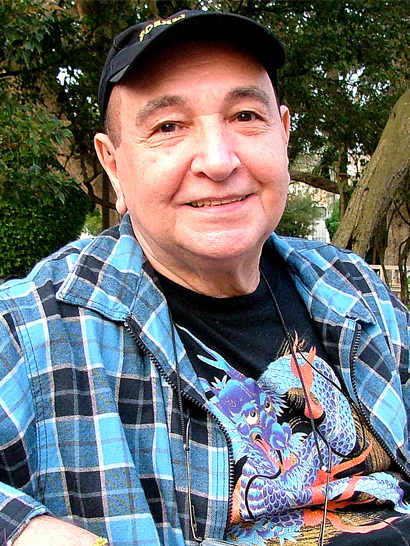
João Donato, músico brasileiro.

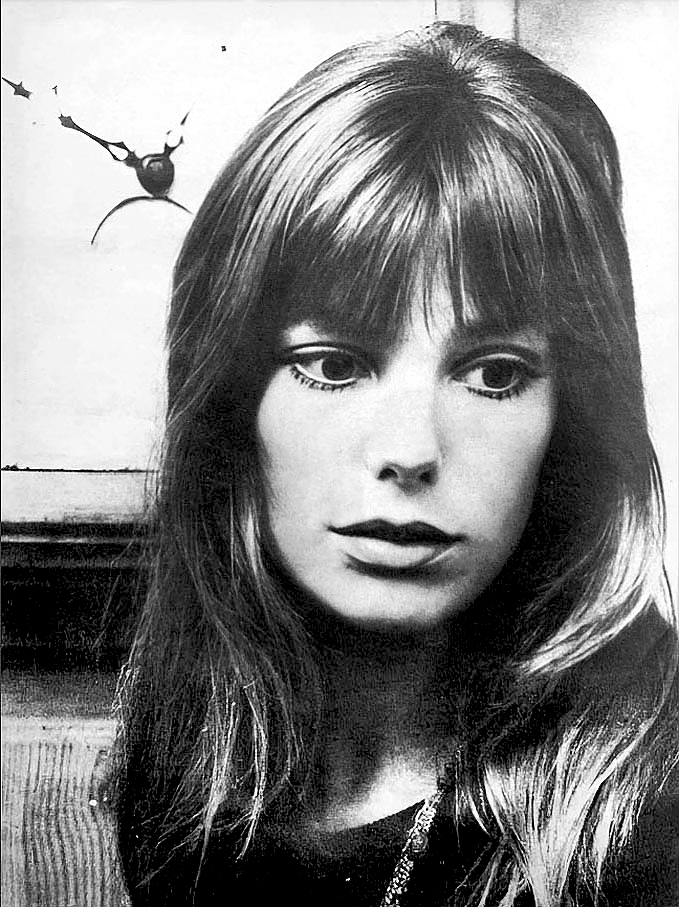
Jane Birkin, cantora e atriz britânica.

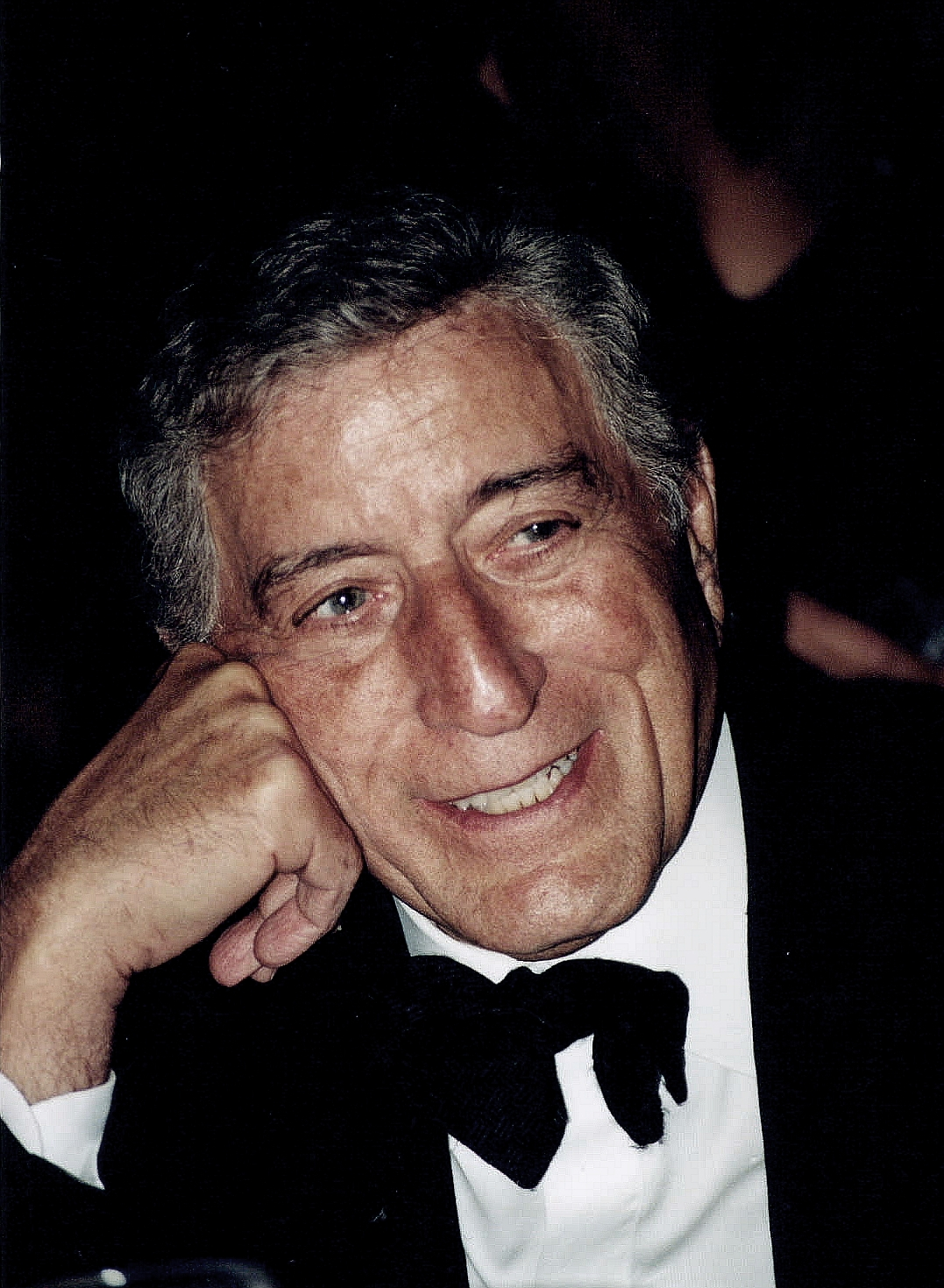
Tony Bennett, cantor estadunidense.

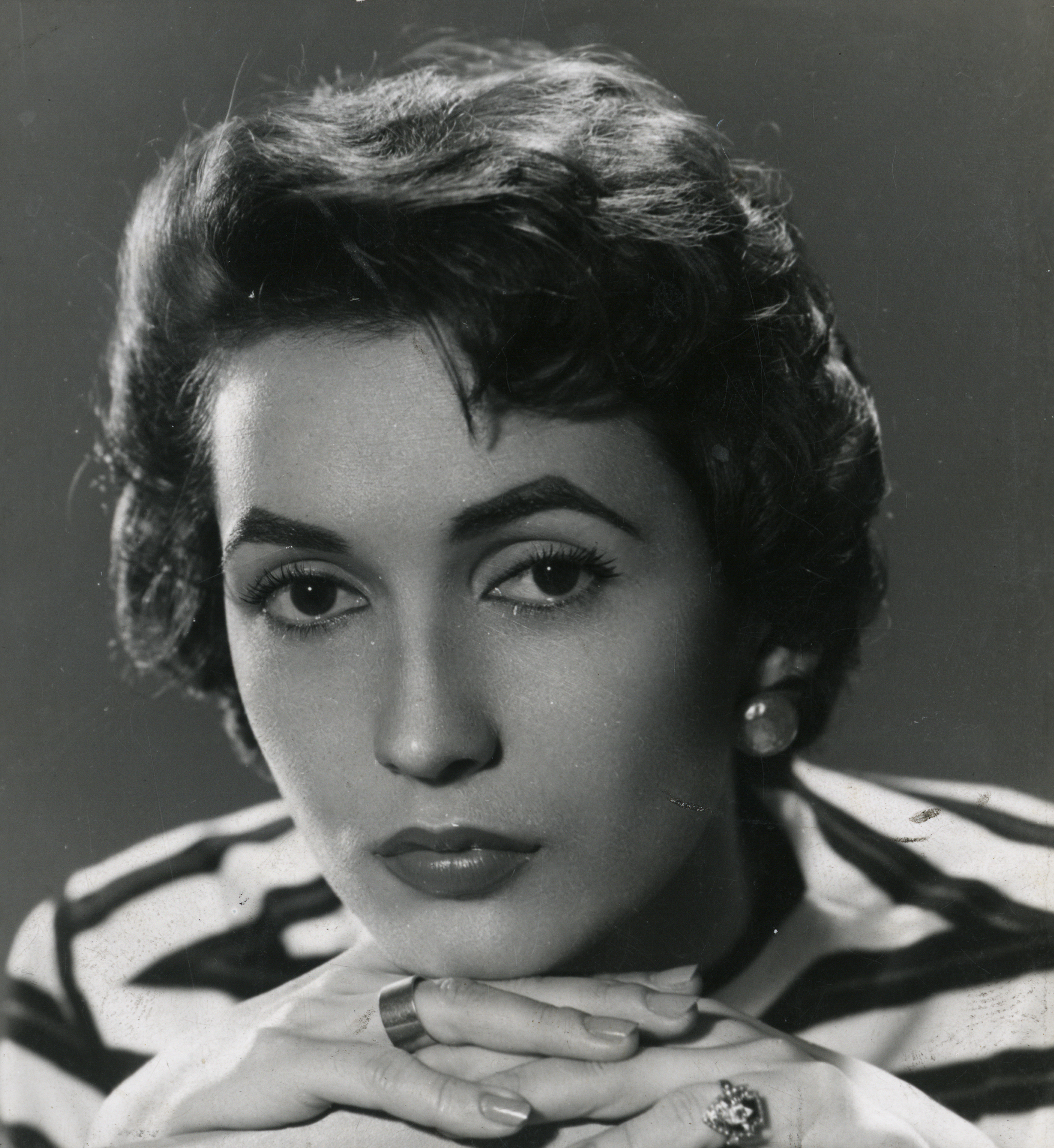
Doris Monteiro, atriz e cantora brasileira.

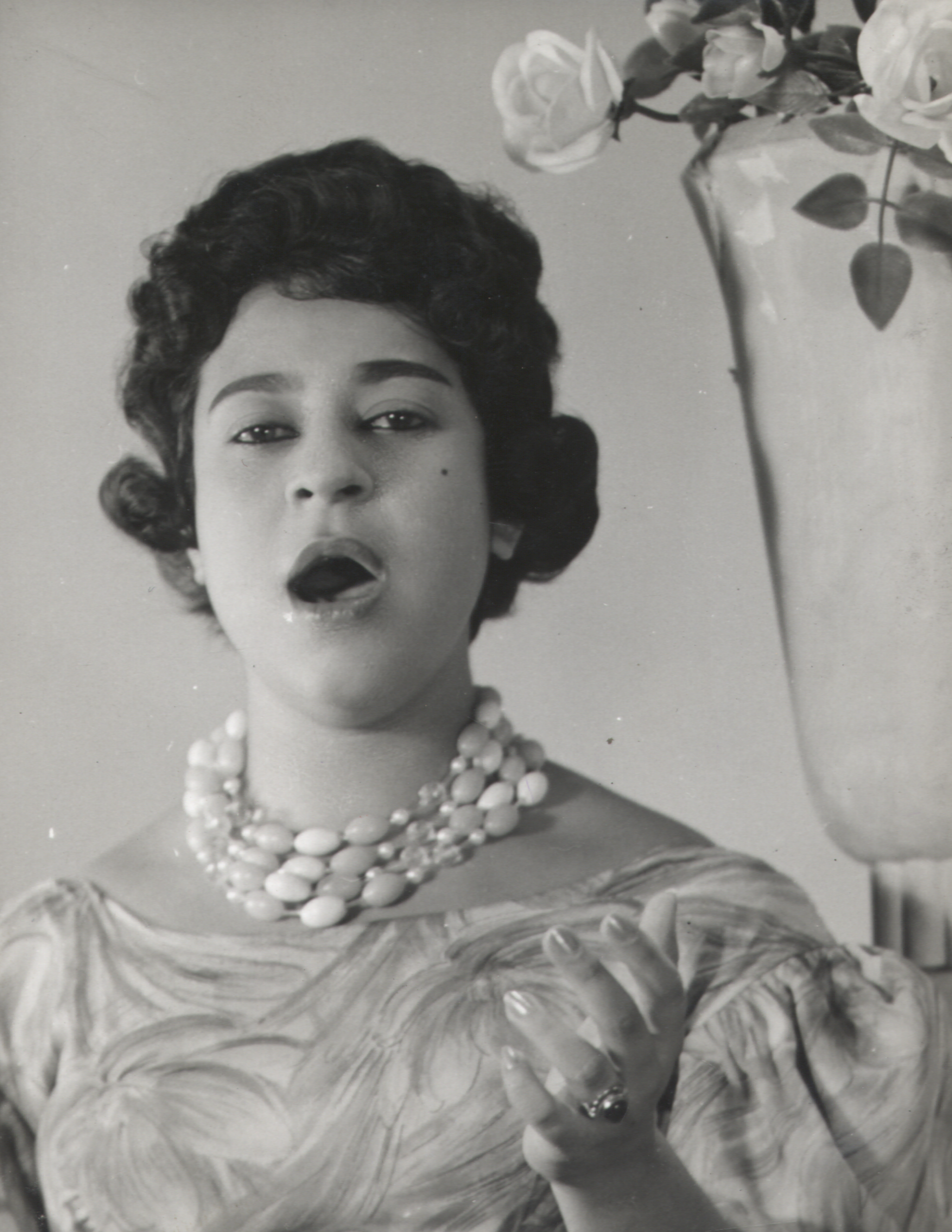
Leny Andrade, cantora brasileira.

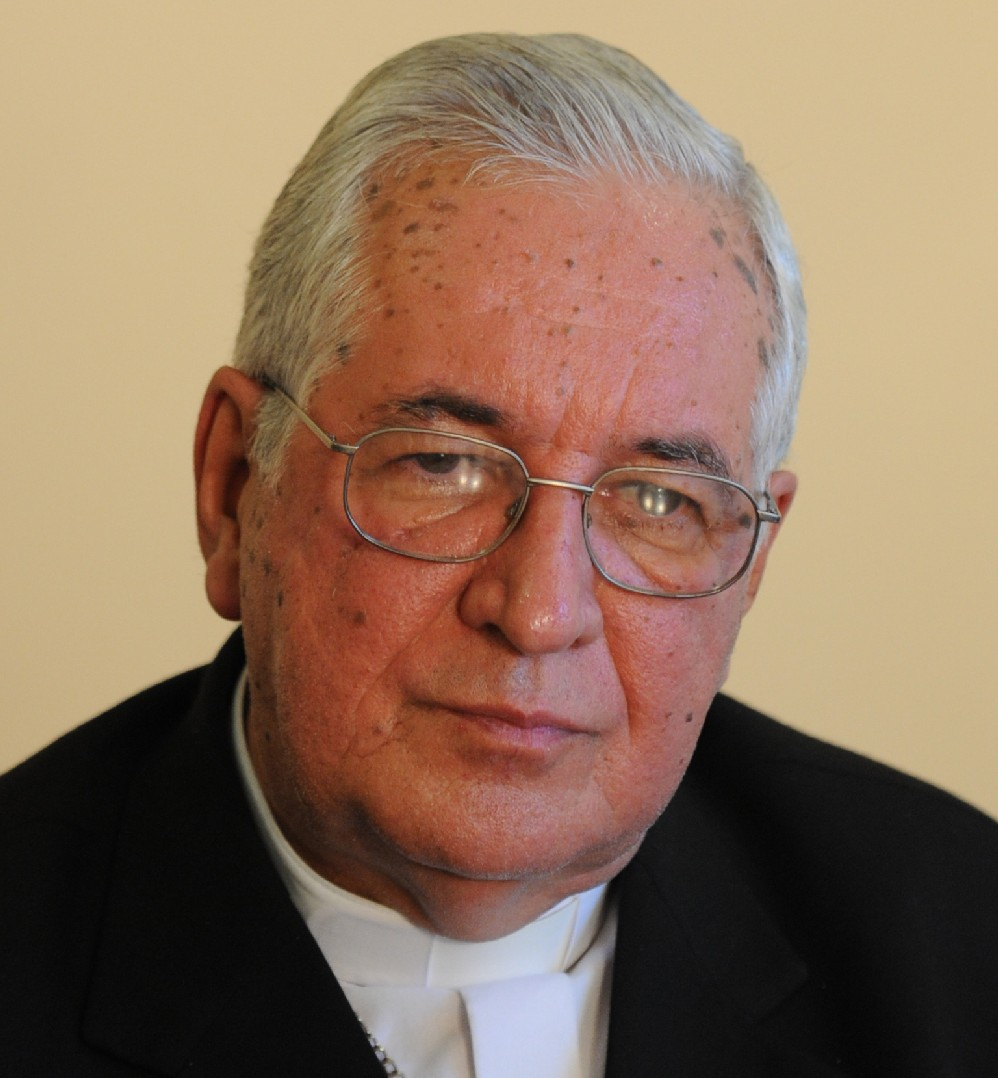
Geraldo Lyrio Rocha, prelado brasileiro.

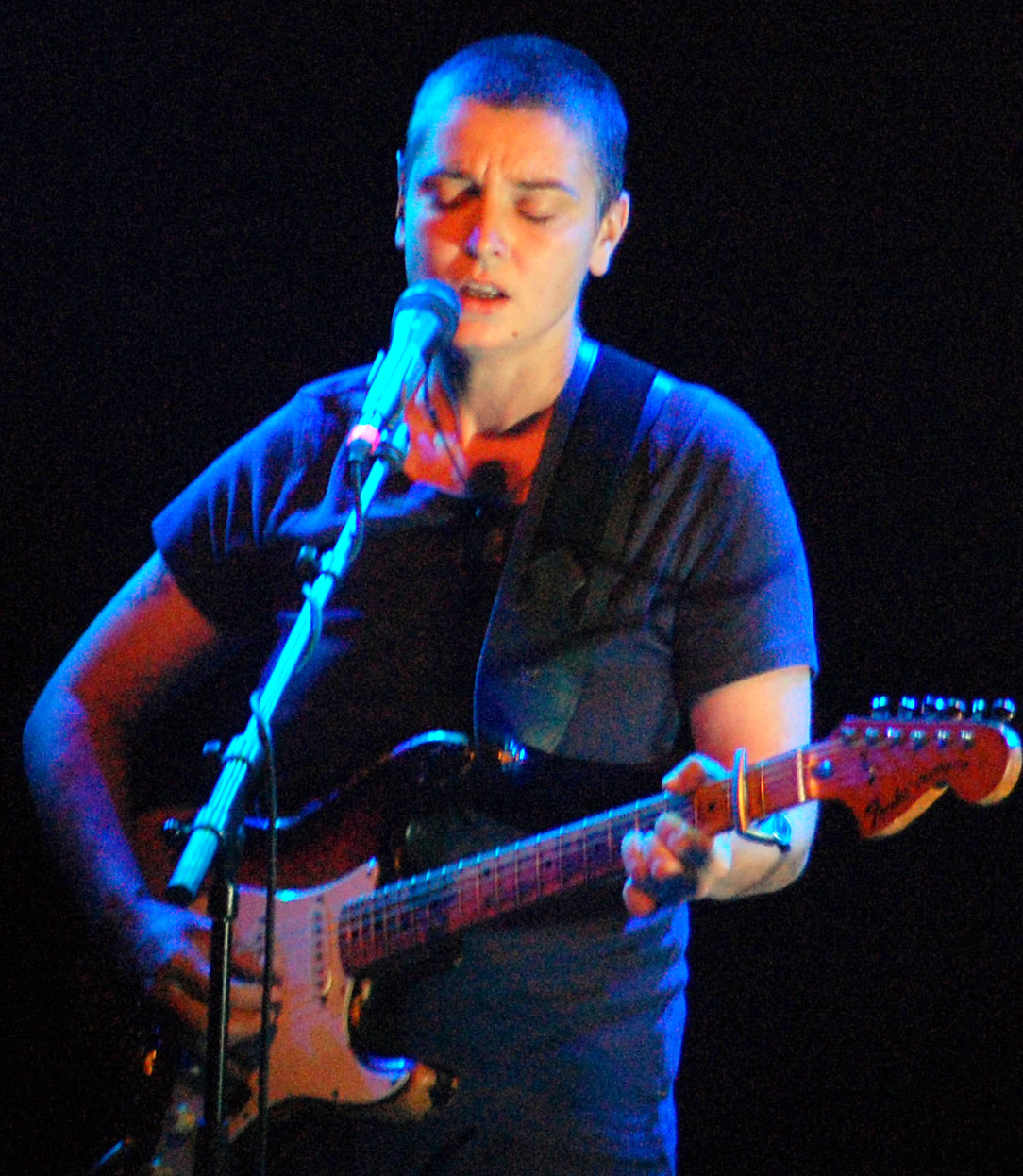
Sinéad O'Connor, cantora irlandesa.

| Dia | Nome                          | Profissão ou motivo de reconhecimento  | Nacionalidade                | Nasc. | Ref    |
| --- | ----------------------------- | -------------------------------------- | ---------------------------- | ----- | ------ |
| 1   | Dilano van 't Hoff            | Automobilista                          | Países Baixos                | 2004  | [ 1 ]  |
| 1   | Christian Dalger              | Futebolista                            | França                       | 1949  | [ 2 ]  |
| 1   | Victoria Amelina              | Romancista                             | Ucrânia/ União Soviética     | 1986  | [ 3 ]  |
| 1   | Robert Lieberman              | Diretor e produtor                     | Estados Unidos               | 1947  | [ 4 ]  |
| 2   | Sepúlveda Pertence            | Jurista, magistrado e advogado         | Brasil                       | 1937  | [ 5 ]  |
| 2   | Milan Milutinović             | Político                               | Sérvia/ Iugoslávia           | 1942  | [ 6 ]  |
| 3   | Vicki Anderson                | Cantora                                | Estados Unidos               | 1943  | [ 7 ]  |
| 3   | Maria Luiza Kfouri            | Jornalista e musicóloga                | Brasil                       | 1954  | [ 8 ]  |
| 4   | Chico Ferramenta              | Político e sindicalista                | Brasil                       | 1959  | [ 9 ]  |
| 4   | Jenő Jandó                    | Pianista                               | Hungria                      | 1952  | [ 10 ] |
| 4   | Siqueira Campos               | Político                               | Brasil                       | 1928  | [ 11 ] |
| 4   | Don Reinhoudt                 | Halterofilista                         | Estados Unidos               | 1945  | [ 12 ] |
| 5   | Andrés Oliva                  | Ciclista                               | Espanha                      | 1948  | [ 13 ] |
| 5   | Antônio Bartolomeu            | Empresário e político                  | Brasil                       | 1927  | [ 14 ] |
| 6   | Zé Celso                      | Diretor, roteirista, ator e dramaturgo | Brasil                       | 1937  | [ 15 ] |
| 6   | Arnaldo Forlani               | Político                               | Itália                       | 1925  | [ 16 ] |
| 6   | Johnie Cooks                  | Jogador de futebol americano           | Estados Unidos               | 1958  | [ 17 ] |
| 6   | Attila Abonyi                 | Futebolista                            | Hungria/ Austrália           | 1946  | [ 18 ] |
| 6   | Peter Nero                    | Pianista                               | Estados Unidos               | 1934  | [ 19 ] |
| 7   | Ivan Levačić                  | Ciclista                               | Croácia/ Iugoslávia          | 1931  | [ 20 ] |
| 8   | Neusa Maria Faro              | Atriz                                  | Brasil                       | 1945  | [ 21 ] |
| 8   | José Mattoso                  | Historiador                            | Portugal                     | 1933  | [ 22 ] |
| 8   | Elkin Fernando Álvarez Botero | Prelado                                | Colômbia                     | 1968  | [ 23 ] |
| 8   | Eva Schreiber                 | Política                               | Alemanha                     | 1958  | [ 24 ] |
| 8   | Evelyn M. Witkin              | Geneticista                            | Estados Unidos               | 1921  | [ 25 ] |
| 9   | Luis Suárez                   | Futebolista                            | Espanha                      | 1935  | [ 26 ] |
| 9   | Alain Besançon                | Historiador                            | França                       | 1932  | [ 27 ] |
| 9   | Manny Coto                    | Roteirista e produtor de televisão     | Estados Unidos               | 1961  | [ 28 ] |
| 9   | Roger Gnoan M'Bala            | Diretor e escritor                     | Costa do Marfim              | 1941  | [ 29 ] |
| 10  | Celso Barros                  | Jurista e político                     | Brasil                       | 1922  | [ 30 ] |
| 11  | Milan Kundera                 | Escritor                               | Chéquia/ França              | 1929  | [ 31 ] |
| 11  | Solimar Carneiro              | Ativista                               | Brasil                       | 1956  | [ 32 ] |
| 12  | Fernando Ferretti             | Treinador de futsal                    | Brasil                       | 1954  | [ 33 ] |
| 12  | Guillermo Heras               | Autor                                  | Espanha                      | 1952  | [ 34 ] |
| 12  | Ryuchell                      | Modelo                                 | Japão                        | 1995  | [ 35 ] |
| 14  | Sérgio Amaral                 | Diplomata                              | Brasil                       | 1944  | [ 36 ] |
| 14  | Rochinha                      | Político                               | Brasil                       | 1964  | [ 37 ] |
| 14  | Albert Eschenmoser            | Físico                                 | Suíça                        | 1925  | [ 38 ] |
| 15  | Daniel Frasson                | Futebolista e treinador                | Brasil                       | 1966  | [ 39 ] |
| 15  | Sergei Godunov                | Matemático                             | Rússia/ União Soviética      | 1929  | [ 40 ] |
| 15  | Veniamin Soldatenko           | Atleta                                 | Cazaquistão/ União Soviética | 1939  | [ 41 ] |
| 15  | William O'Malley              | Ator, padre e escritor                 | Estados Unidos               | 1931  | [ 42 ] |
| 16  | Jane Birkin                   | Cantora e atriz                        | Reino Unido                  | 1946  | [ 43 ] |
| 16  | Franz Himkelammert            | Economista e teólogo                   | Alemanha                     | 1931  | [ 44 ] |
| 16  | Kevin Mitnick                 | Hacker                                 | Estados Unidos               | 1963  | [ 45 ] |
| 17  | José Bonifácio Novellino      | Político                               | Brasil                       | 1945  | [ 46 ] |
| 17  | João Donato                   | Músico                                 | Brasil                       | 1934  | [ 47 ] |
| 17  | Palhinha                      | Futebolista e treinador                | Brasil                       | 1950  | [ 48 ] |
| 17  | Robert Budzynski              | Futebolista                            | França                       | 1940  | [ 49 ] |
| 18  | Alexandre Adler               | Historiador e jornalista               | França                       | 1950  | [ 50 ] |
| 19  | Henrique dos Santos           | Futebolista                            | Brasil                       | 1933  | [ 51 ] |
| 20  | Rachid Sfar                   | Político                               | Tunísia                      | 1933  | [ 52 ] |
| 20  | Adam Gnatov                   | Halterofilista                         | Ucrânia/ União Soviética     | 1944  | [ 53 ] |
| 20  | Romain Winding                | Fotógrafo                              | França                       | 1951  | [ 54 ] |
| 21  | Tony Bennett                  | Cantor                                 | Estados Unidos               | 1926  | [ 55 ] |
| 21  | Juliette Mayniel              | Atriz                                  | França                       | 1936  | [ 56 ] |
| 22  | Adolf Scherer                 | Futebolista                            | Eslováquia/ Tchecoslováquia  | 1938  | [ 57 ] |
| 24  | Doris Monteiro                | Atriz e cantora                        | Brasil                       | 1934  | [ 58 ] |
| 24  | Otello Profazio               | Cantor e compositor                    | Itália                       | 1936  | [ 59 ] |
| 24  | Leny Andrade                  | Cantora                                | Brasil                       | 1943  | [ 60 ] |
| 24  | Trevor Francis                | Futebolista e treinador                | Reino Unido                  | 1954  | [ 61 ] |
| 24  | Marc Augé                     | Antropólogo                            | França                       | 1937  | [ 62 ] |
| 24  | Paul Darmanin                 | Prelado                                | Malta                        | 1940  | [ 63 ] |
| 24  | Charles Misner                | Físico                                 | Estados Unidos               | 1931  | [ 64 ] |
| 25  | Eduardo Pitta                 | Poeta, escritor e ensaísta             | Portugal                     | 1949  | [ 65 ] |
| 25  | Mercedes Aragonés de Juárez   | Política                               | Argentina                    | 1926  | [ 66 ] |
| 25  | Alfonso Iturralde             | Ator                                   | México                       | 1948  | [ 67 ] |
| 25  | Bo Goldman                    | Roteirista                             | Estados Unidos               | 1932  | [ 68 ] |
| 25  | Jani Allan                    | Jornalista                             | África do Sul                | 1952  | [ 69 ] |
| 26  | Geraldo Lyrio Rocha           | Prelado                                | Brasil                       | 1942  | [ 70 ] |
| 26  | Sinéad O'Connor               | Cantora                                | Irlanda                      | 1966  | [ 71 ] |
| 26  | Jean-Jacques Honorat          | Político                               | Haiti                        | 1931  | [ 72 ] |
| 26  | Antônio Olímpio               | Político                               | Brasil                       | 1931  | [ 73 ] |
| 26  | Wendy Bowman                  | Agricultora e ambientalista            | Austrália                    | 1934  | [ 74 ] |
| 28  | Danila Comastri Montanari     | Escritora                              | Itália                       | 1948  | [ 75 ] |
| 28  | Klaas Veenhof                 | Assiriólogo e professor                | Países Baixos                | 1935  | [ 76 ] |
| 29  | Edgar Pozzer                  | Cantor                                 | Brasil                       | 1936  | [ 77 ] |
| 29  | George Wilson                 | Basquetebolista                        | Estados Unidos               | 1942  | [ 78 ] |
| 30  | David Albahari                | Escritor                               | Sérvia/ Iugoslávia           | 1948  | [ 79 ] |
| 30  | Paul Reubens                  | Ator e produtor                        | Estados Unidos               | 1952  | [ 80 ] |
| 31  | Garda                         | Cantora e compositora                  | Angola                       | 1931  | [ 81 ] |
| 31  | María Fux                     | Dançarina e coreógrafa                 | Argentina                    | 1922  | [ 82 ] |
| 31  | Angus Cloud                   | Ator                                   | Estados Unidos               | 1998  | [ 83 ] |